# Victor Gnanapragasam
Victor Gnanapragasam OMI (* 21. November 1940 in Jaffna; † 12. Dezember 2020) war ein sri-lankischer römisch-katholischer Ordensgeistlicher und Apostolischer Vikar von Quetta.

## Leben
Victor Gnanapragasam trat der Ordensgemeinschaft der Oblaten der Unbefleckten Jungfrau Maria bei und absolvierte 1959 das Noviziat in Kalutara. Er studierte Philosophie und Katholische Theologie am Our Lady of Sri Lanka Seminary in Kandy und legte am 31. Mai 1963 die ewige Profess ab. Am 21. Dezember 1966 empfing er die Priesterweihe. Von Sri Lanka aus wurde Gnanapragasam als Missionar nach Pakistan gesandt. Dort war er von 1976 bis 1977 als Pfarrer in Gojra im Bistum Faisalabad tätig, bevor er in Manila auf den Philippinen einen Studienkurs in Jugendpastoral absolvierte. Danach kehrte Gnanapragasam nach Pakistan zurück und war von 1978 bis 1980 Pfarrer in Toba Tek Singh. 1979 wurde er Pfarrer in Khanewal im Bistum Multan und 1979 zudem Provinzial der Ordensprovinz Pakistan seiner Ordensgemeinschaft. Von 1982 bis 1986 war Gnanapragasam erneut Pfarrer in Gojra und von 1987 bis 1989 in Toba Tek Singh.
1989 ging Victor Gnanapragasam für weiterführende Studien in den Fächern Psychologie und Spirituelle Theologie zunächst nach Großbritannien an das St. Anselm Institute und später nach Rom an die Päpstliche Universität Heiliger Thomas von Aquin. 1992 kehrte er nach Pakistan zurück und wurde abermals Pfarrer in Gojra. Von 1993 bis 1997 war Gnanapragasam im Bildungshaus der Oblaten in Karatschi tätig, bevor er Provinzialrat der pakistanischen Ordensprovinz der Oblaten wurde.
Am 9. November 2001 ernannte ihn Papst Johannes Paul II. zum ersten Apostolischen Präfekten von Quetta. Im Zuge der Erhebung der Apostolischen Präfektur zum Apostolischen Vikariat ernannte ihn Papst Benedikt XVI. am 29. April 2010 zum ersten Apostolischen Vikar von Quetta und zum Titularbischof von Thimida. Der Apostolische Nuntius in Pakistan, Erzbischof Adolfo Tito Yllana, spendete ihm am 16. Juli 2010 in der St. Patrick’s Cathedral in Karatschi die Bischofsweihe; Mitkonsekratoren waren der Erzbischof von Karatschi, Evarist Pinto, und der Bischof von Hyderabad in Pakistan, Max John Rodrigues.